# Alicia pretiosa
Alicia pretiosa är en havsanemonart som först beskrevs av James Dwight Dana 1846.  Alicia pretiosa ingår i släktet Alicia och familjen Aliciidae. Inga underarter finns listade i Catalogue of Life.

## Bildgalleri

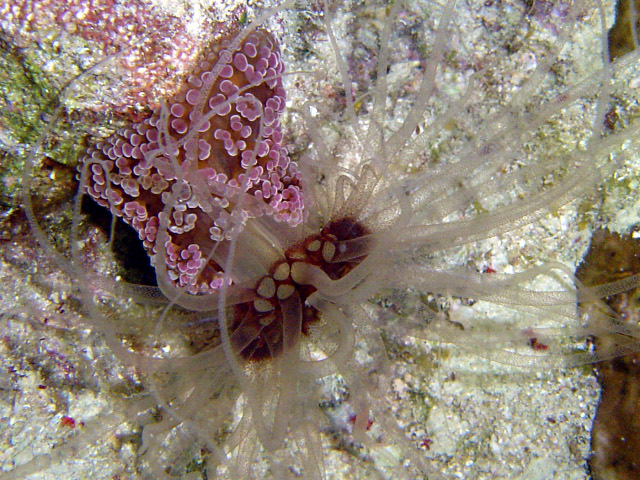
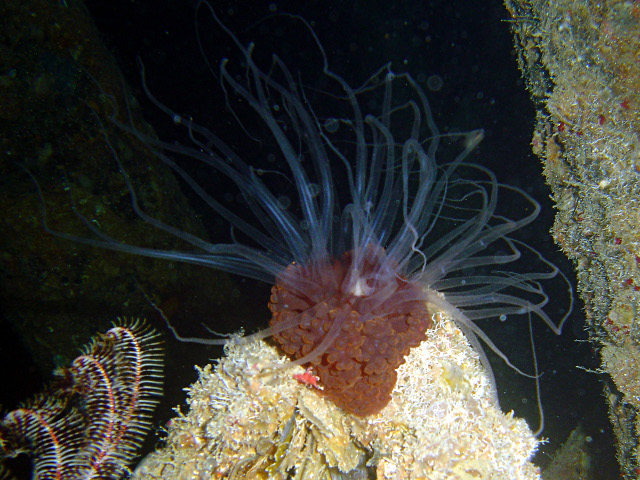